# Calycomyza barbarensis
Calycomyza barbarensis este o specie de muște din genul Calycomyza, familia Agromyzidae, descrisă de Spencer în anul 1981.
Este endemică în California. Conform Catalogue of Life specia Calycomyza barbarensis nu are subspecii cunoscute.